# Roberto Di Gioia

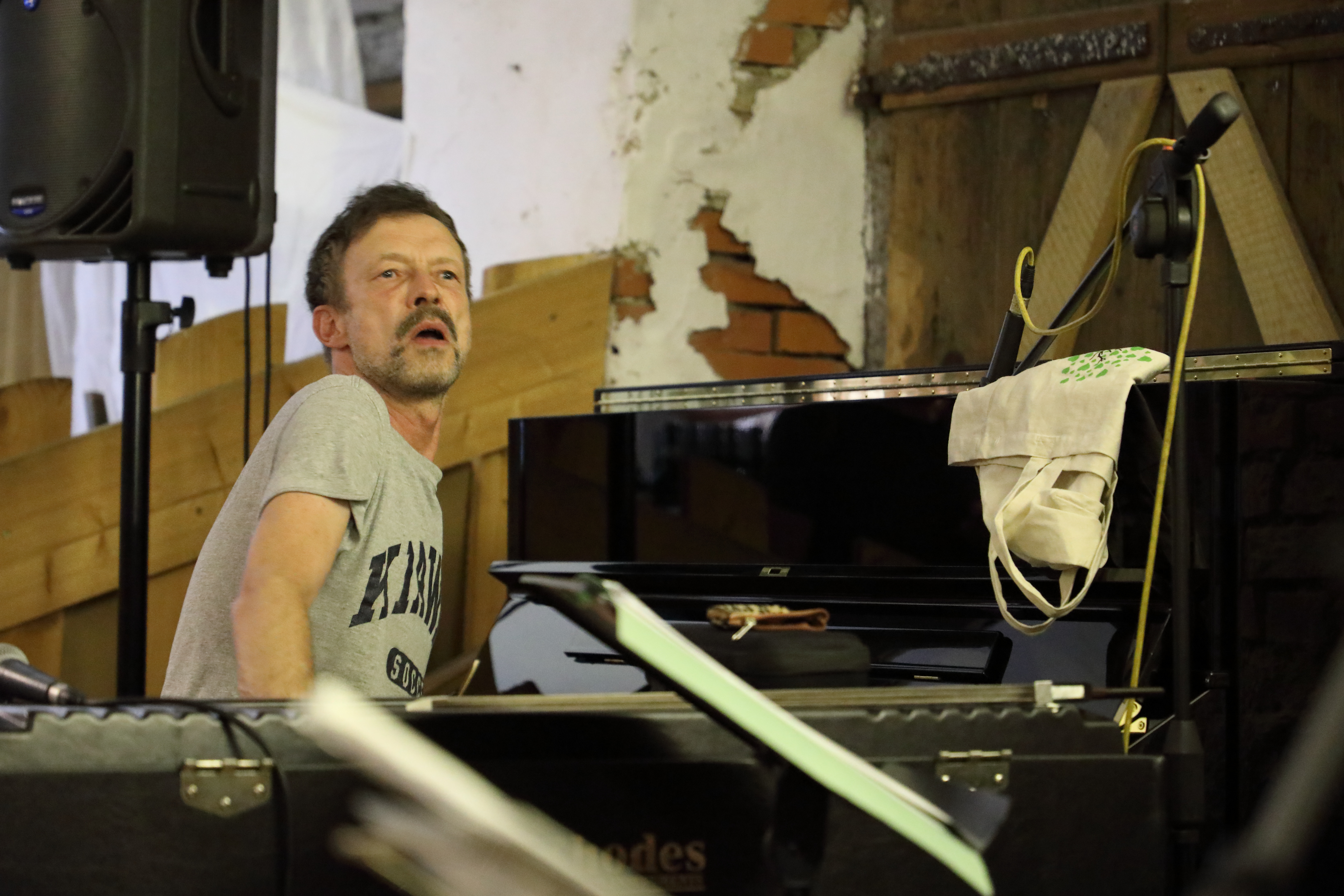
Mit Web Web auf dem INNtöne Jazzfestival (2019)

Roberto Di Gioia (* 19. Januar 1965 in Mailand) ist ein italienisch-deutscher Jazz-Pianist und Anhänger der Klangästhetik der 1970er-Jahre.

## Leben
Mit vier Jahren begann Di Gioia Klavier zu spielen, ein Jahr später begeisterte er sich für Radiosendungen der Beatles und begleitete sie auf seiner Heimorgel. Nach dem Abitur am Gabrieli-Gymnasium in Eichstätt (Bayern) versuchte er um 1985 den Start als Profi-Musiker und stieg 1990 bei Passport von Klaus Doldinger ein. Es folgten Kooperationen mit Udo Lindenberg, Helge Schneider, Albert Mangelsdorff, John Schröder und Johannes Enders, aber auch mit den Amerikanern Art Farmer, Johnny Griffin, Joe Lovano und Clark Terry.
Um 1995 begann Di Gioia die Realisierung eigener Projekte mit seinem langjährigen Weggefährten Wolfgang Haffner. Ende der 1990er erschien Marsmobil; Di Gioia bezeichnet es als Amalgam aus „club-pop“ und „loungigem Nu Jazz“. 2004 publizierte es seine CD Strange World, eine eigenwillige Jazz-Pop-Liaison mit der Beatles-Ära. 2010 erschien seine Marsmobil-CD (Why Don´t You Take) The Other Side?.
Neben seinen Eigenprojekten arbeitet Di Gioia als Keyboarder und Komponist auch mit Max Herre, Till Brönner, Wigald Boning mit The Notwist und Console aus Weilheim sowie Jeff Cascaro.
Seit 2017 leitet Di Gioia die Band Web Web mit Tony Lakatos, Christian von Kaphengst und Peter Gall, mit der er 2022 bei JazzBaltica mit Max Herre auftrat.

## Diskografie (Auszug)
Roberto Di Gioia's Marsmobil:
- Strange World (ACT)

Zappelbude:
- Zappelbude (mood records)

Console:
- Reset the Preset (virgin)

The Notwist:
- Neon Golden (city slang)

Klaus Doldinger´s Passport:
- Move (wea)
- Spirit of Continuity (wea)
- RMX vol 1 (wsm)
- Back to Brazil (wsm)

Till Brönner:
- German Songs (minor music)
- Blue Eyed Soul (universal)

Wolfgang Haffner:
- Urban Life (Skip Records)

Enders Room:
- Monolith (Enja)

Tony Lakatos:
- Move It (universal japan)

Jeff Cascaro

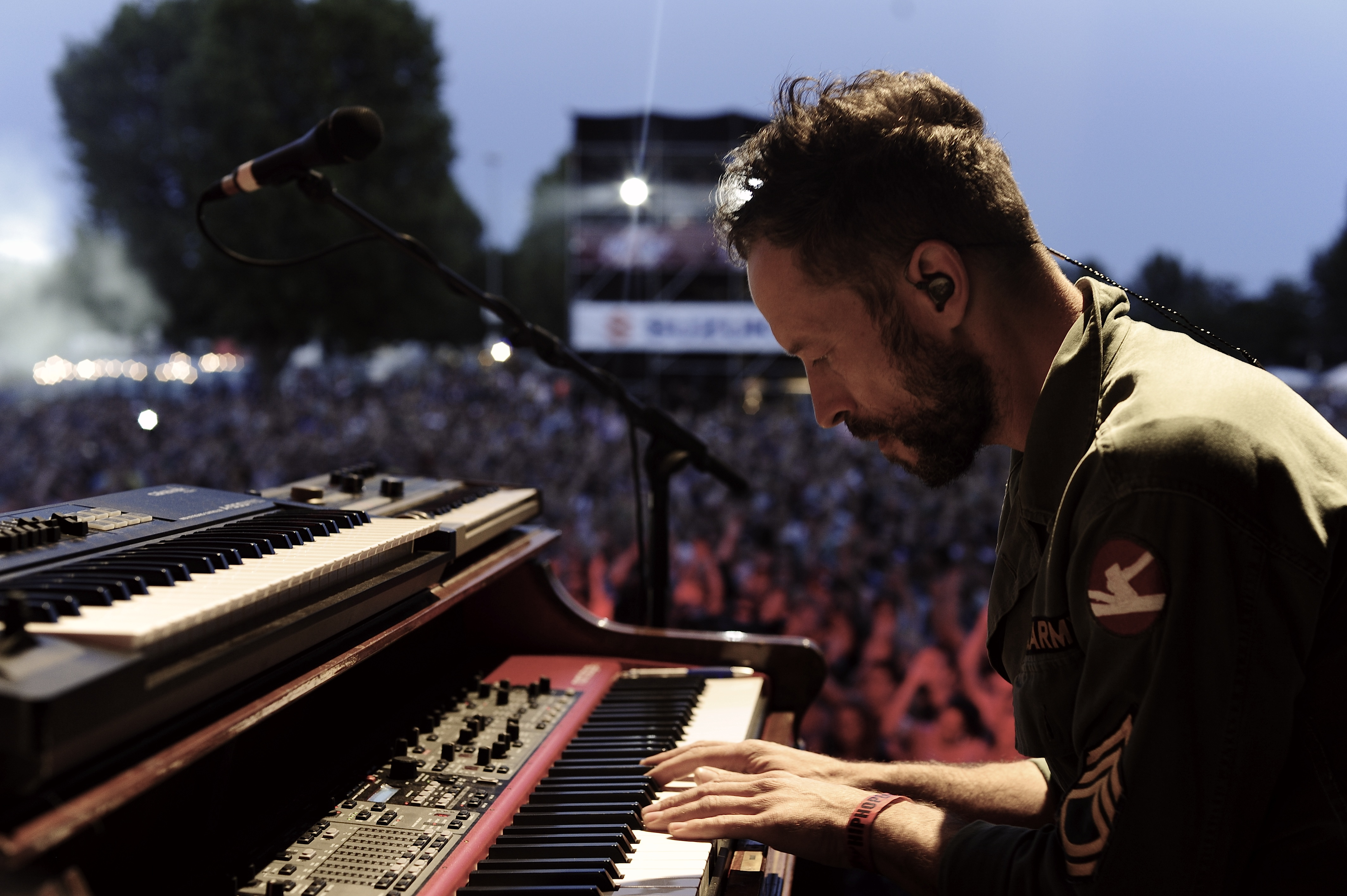
Roberto Di Gioia beim Hip Hop Open Stuttgart (2012)

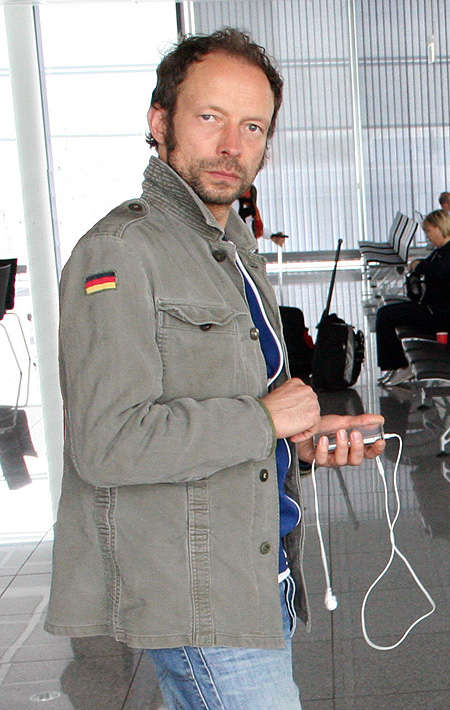
Roberto Di Gioia (2006)

- love & blues in the city (Herzog Records)

Filmmusik:
- song: Palak Paneer for the movie alaska.de (kitty-yo)

Rigmor Gustafsson:
- I Will Wait for You (ACT)

Max Mutzke:
- Durch Einander (sony)

Web Web
- Oracle (Compost Records, 2017)
- Dance of the Demons (Compost Records, 2019)
- Worshippers (Compost Records, 2020)
- Satori Ways (EP mit Max Herre, Brandee Younger & Yusef Lateef, Compost Records, 2021)
- Web Web x Max Herre: WebMax (Compost Records, 2021)[3][4]
- Web Web x Max Herre: WebMax II (Compost Records, 2023)